# XY Company
Die XY Company, auch New North West Company genannt, war eine Pelzhandelsgesellschaft, die von 1795 bis 1804 bestand. Sie spaltete sich von der North West Company ab. Damit trennten sich einige der sogenannten winterer, die dauerhaft außerhalb der Handelszentren lebten, von der Gesellschaft, die von Simon McTavish autokratisch geführt wurde. Ihnen schlossen sich vertragslose Pelzjäger an.
Simon McTavish, spöttisch als „Le Premier“ oder „Le Marquis“ bezeichnet, brachte mehrere Familienmitglieder in leitende Positionen der North West Company, wie seinen Schwager Charles Chaboillez, der den Handelsposten am Lower Red River führte. Seine Neffen William und Duncan McGillivray übernahmen bald eine führende Rolle, wobei ersterer 1788 den Anteil von Peter Pond übernahm. Bei den jährlichen Treffen in Grand Portage überflügelte er bald seinen Onkel. William McGillivray folgte ihm nach seinem Tod am 6. Juli 1804 im Amt.
Simon McTavish machte sich durch Nepotismus und Rücksichtslosigkeit Gegner innerhalb der North West Company, vor allem Alexander Mackenzie. Einige von ihnen verließen die Company in den 1790er Jahren und bildeten 1795 eine eigene Gesellschaft, die „XY Company“. Sie erhielt ihren Namen von der Marke, die sie zur Kennzeichnung ihrer Pelzballen benutzte. 1797 gründete sie einen Handelsposten bei Grand Portage, kaum einen Kilometer von der Konkurrenz entfernt, auf der anderen Seite eines Baches. Als die North West einen Handelsposten bei Kaministiquia gründete, entstand ganz in der Nähe ein XY-Posten. Die Northwester nannten die Konkurrenten die „Little Society“ oder die „Little Company“. Im Athabasca-Gebiet nannte man sie „Potties“, wohl eine Verballhornung des französischen Namens der „Petite Compagnie“.
Bald dehnten sie jedoch ihr Handelsgebiet vom Oberen See aus Richtung Red River und Assiniboine aus. An der Souris-Mündung entstand 1796 ein Posten. Mackenzie ging 1799 nach England und kehrte geadelt zurück. Als er 1801 der XY Company beitrat, stärkte dies das Unternehmen ungemein. Es kam zu heftigen Auseinandersetzungen, und am Großen Bärensee wurde der Leiter des dortigen Postens von einem Mann der XY Company in einem Streit erschossen. 
Alle Handelsgesellschaften setzten nun verstärkt Alkohol als Lock- und Übertölpelungsmittel ein, um die Indianer zum Handel mit den eigenen Forts zu gewinnen. Dadurch kam es jedoch mit einigen ihrer Führer zu Auseinandersetzungen. Die North West Company begann 1802 neue Gebiete im äußersten Nordwesten, aber auch am Bow River (beim heutigen Calgary) und am Missouri zu erschließen. Gleichzeitig griff die Company die Hudson’s Bay Company direkt an der Hudson Bay an. Dort entstanden die beiden Handelsposten bei Charlton Island und an der Mündung des Moose River.
McTavish und Mackenzie standen sich in unversöhnlicher Feindschaft gegenüber. Erst nach dem Tod seines Onkels 1804 erreichte McGillivray ein Abkommen, nach dem die North West Company drei Viertel der 100 Anteile, die Partner der XY Company das restliche Viertel erhalten sollten. Alexander Mackenzie wurde von der neuen Partnerschaft, die das Ende der XY Company bedeutete, ausgeschlossen.